# François Ramade
Pour les articles homonymes, voir Ramade.
François Ramade est un écologue français, ancien professeur émérite d'écologie et de zoologie à l'université Paris-Sud 11 (Orsay), devenue depuis le 1er janvier 2020 l'université Paris-Saclay.

## Biographie
Né en 1934, il a effectué ses travaux de thèse sur le mode d'action et les effets des insecticides organochlorés sur des populations d'insectes à l'Institut national agronomique de Paris sous la direction du professeur Paul Pesson, thèse qu'il a soutenue à la Sorbonne en mars 1968. Il est un des pionniers européens de l'écotoxicologie qu'il définit comme la science dont l'objet est l'étude des polluants toxiques dans les écosystèmes et la biosphère tout entière. Il a depuis lors consacré une partie prépondérante de ses activités de recherche aux effets masqués des pesticides et autres  polluants organiques persistants (POP), plus particulièrement dans les eaux continentales, et littorales,.

## Thématiques de recherche
Ses derniers travaux dans ce domaine, effectués dans la période 2006 - 2016 dans le cadre de l'Initiative française pour les récifs coralliens (IFRECOR) ont été dédiés à l’étude de la pollution par les pesticides des réseaux trophiques des récifs coralliens, plus particulièrement de la Polynésie française et autres COM et DROM (anciennement DOM-TOM) comme la Guadeloupe et la Martinique, où il a mis en évidence l’ubiquité de cette dernière, en particulier la pollution par les herbicides et les insecticides -notamment le chlordécone. Outre ses éventuelles conséquences sanitaires pour les consommateurs d’animaux marins, ce fait est par ailleurs d’autant plus préoccupant que les coraux sont très sensibles aux herbicides car ce sont les seuls animaux chlorophylliens, leurs symbiotes, les zooxanthelles étant particulièrement sensibles à ces substances ce qui peut provoquer un blanchissement massif des récifs coralliens.
Par ailleurs, François Ramade a consacré de longue date une partie de ses activités de recherches à des travaux conceptuels et aussi appliqués concernant la préservation de la nature (également nommée conservation de la nature) et de ses ressources, plus particulièrement de sa biodiversité,,,,. A ce titre il a été pendant une vingtaine d’années un des membres du conseil éditorial (Editorial board) de la revue Biological conservation, qui est historiquement la première revue internationale de recherche consacrée à des travaux sur la biodiversité. Il a récemment publié (février 2020) un nouvel ouvrage académique intitulé Écologie de la Conservation : la protection de la nature pour une humanité durable dans lequel il fait la synthèse des données tant de l'écologie fondamentale qu'appliquée, qui sont pertinentes pour la mise en œuvre de la conservation des écosystèmes et de leur biodiversité et cela à l'échelle globale.

## Engagement en faveur de la protection de la nature et de l'environnement

### Pesticides (dont néonicotinoïdes)
Très préoccupé par les conséquences écotoxicologiques des pesticides à l'échelle planétaire, il a entrepris des actions destinées à contrôler et limiter au maximum l’usage de ces substances. Il avait créé dès le début des années 1980, dans le cadre de la Commission d’Ecologie de l’Union internationale pour la conservation de la nature (UICN), le Groupe de travail sur les pesticides. Ce dernier avait suggéré diverses actions, au niveau du Programme des Nations unies pour l'environnement (PNUE), afin de bannir l’usage des groupes chimiques de pesticides les plus redoutables et d’interdire que la fabrication et la vente de pesticides dont la mise sur le marché avait été retirée au niveau national, ne continue dans d’autres pays, essentiellement dans ceux en voie de développement. Plus récemment, en 2009, à l’initiative de Maarten Bijleveld qui en est le précurseur et le Président, il a été le cofondateur du Groupe d’expert international non gouvernemental sur les pesticides systémiques (The Task Force on Systemic Pesticides) -dont les néonicotinoïdes - dont l’objectif est d’obtenir l’interdiction mondiale de ces dernières substances. Ce groupe d'experts a joué un rôle significatif dans l’interdiction en septembre 2018 de l’usage des néonicotinoïdes en France : ces insecticides dénommés improprement « tueurs d’abeilles » tuent en réalité, non seulement tous les insectes, mais au-delà, la plupart des invertébrés et diverses classes d’animaux à sang froid (poïkilothermes).

### Préservation des écosystèmes méditerranéens
Particulièrement impliqué dans la préservation des écosystèmes méditerranéens, François Ramade avait créé à l’UICN au début des années 1980 le groupe de travail d’experts écologues sur leur préservation et a œuvré dans ce domaine pour le Plan Bleu pour la Méditerranée dans le cadre du Plan d’action pour la Méditerranée du (Programme des Nations unies pour l'environnement (PNUE) dont le siège est à Athènes. Il préside aujourd’hui encore, le Conseil Scientifique de la réserve naturelle nationale de Camargue, la plus vaste réserve stricte de notre pays, qui protège entre autres des lagunes méditerranéennes, type d’habitat de nos jours menacé sur l’ensemble du bassin méditerranéen.

### Crise écologique globale
Très préoccupé par la crise écologique globale, ses causes et ses conséquences, il s’est intéressé de longue date à la relation existant entre population humaine, ressources naturelles, environnement et développement,,. Dès le début des années 1970, il attirait l’attention sur le poids majeur qu’exerçait une croissance démographique humaine incontrôlée sur la nature et ses ressources, thème qu’il a repris ultérieurement dans plusieurs de ses ouvrages,,. Il souligne les risques que constitue pour la biosphère une humanité dont le poids démographique est tel qu’il est devenu un facteur biogéochimique d’impact planétaire -ce qu’avait mis en évidence dès 1925 le célèbre  V. Vernadsky, créateur du concept même de biosphère. Il détaille l’impact de cette humanité pléthorique sur la biosphère,, à travers la colonisation et l'exploitation de milieux autrefois naturels, portant ainsi atteinte à la biodiversité qu'ils renfermaient, la consommation accrue de ressources, et la recherche d'une production alimentaire toujours croissante. Enfin, il alerte sur les conséquences que peuvent présenter, dans un avenir maintenant proche, pour la sécurité alimentaire mondiale ,, la conjonction de l’explosion démographique avec les autres facteurs de dégradation d’origine anthropique liés à l'exploitation par les sociétés industrialisées des ressources de la planète.

## Publications
Il est au total l’auteur de plus de 200 publications de recherche et de 27 ouvrages scientifiques dans les domaines de l'écologie, l'éco toxicologie, l'éco chimie, les sciences de l'environnement, l'agro écologie, la zoologie, dont les principaux sont cités dans la bibliographie ci-dessous .

## Responsabilités (associations et ONG)
François Ramade est président d'honneur de la Société nationale de protection de la nature (SNPN) qu'il avait auparavant présidée pendant 15 ans, et de la Société française d'écologie, société savante qui réunit l'ensemble des chercheurs francophones de cette discipline. Il est également membre d’Honneur de l’Union internationale pour la conservation de la nature (UICN).